# ガゼルの足首
ガゼルの足首（ガゼルのあしくび、アラビア語: كعب الغزال 発音: kaʕbu lɣazaːl）は北アフリカのマグリブに伝わる郷土菓子を指す。
別称の「ガゼルの角」はフランス語: cornes de gazelleに由来する。

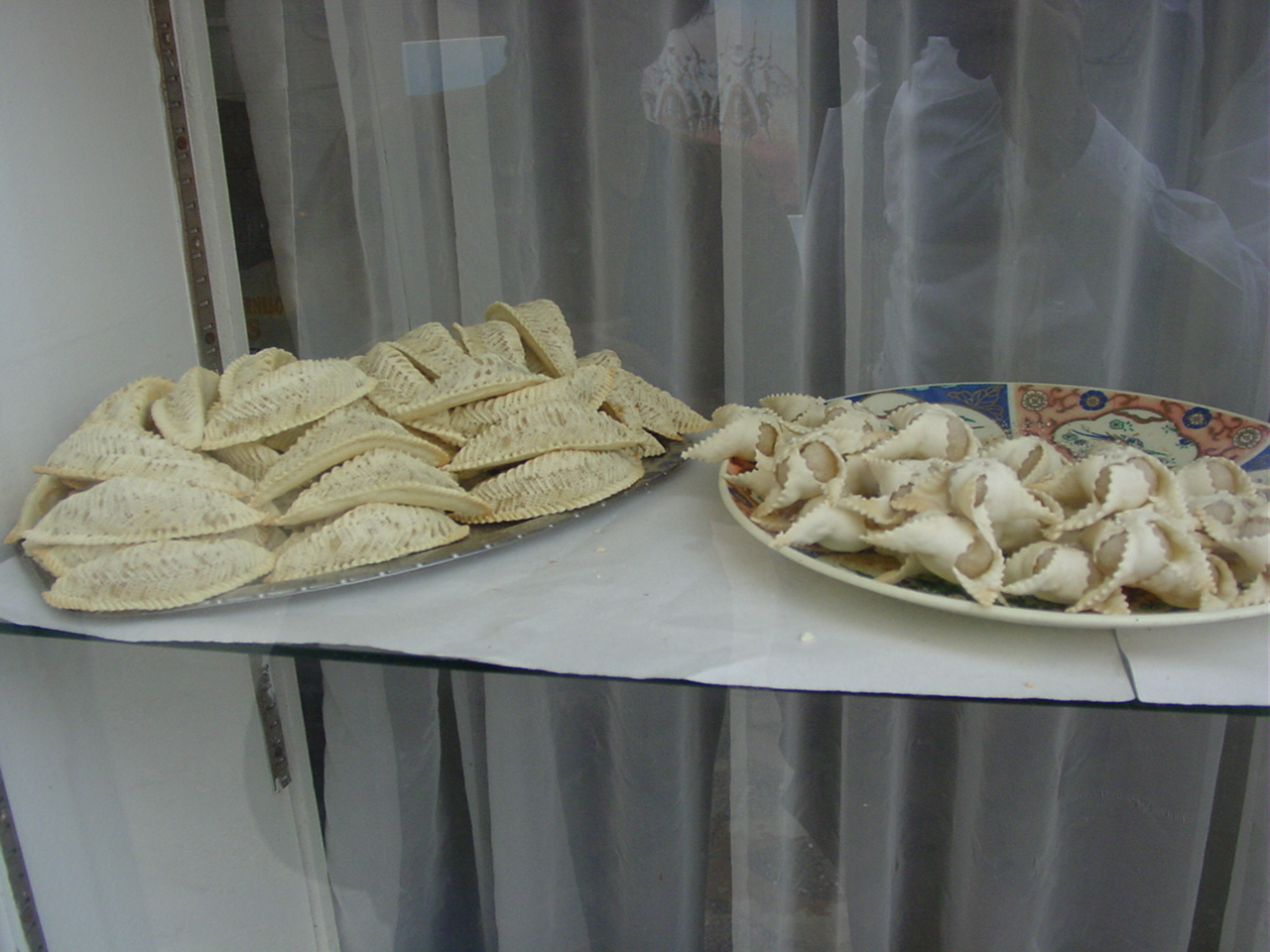
店頭に並んだ様子

三日月型をした焼き菓子で、材料はアーモンドの粉の「餡」にオレンジの花で香りをつけ、小麦粉を練った生地で包んである。

## 材料
基本的な材料を以下に示す。
- アーモンド
- オレンジの花の水
- 小麦粉
- 砂糖
- バター
- シナモン（香りづけ用）